# كتاب طقوسي

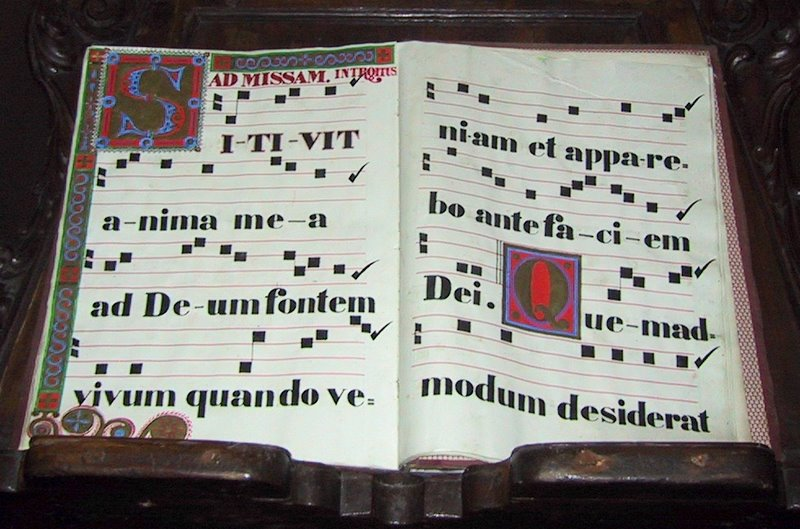
مخطوطة مقدمة القداس (فلورنسا ، إيطاليا).

الكتاب الطقوسي أو الكتاب الليتورجي، أو كتاب الخدمة ، هو كتاب تنشره سلطة هيئة الكنيسة يحتوي على النص والتوجيهات الخاصة بطقوس الخدمات الدينية الرسمية.

## الروم الكاثوليك

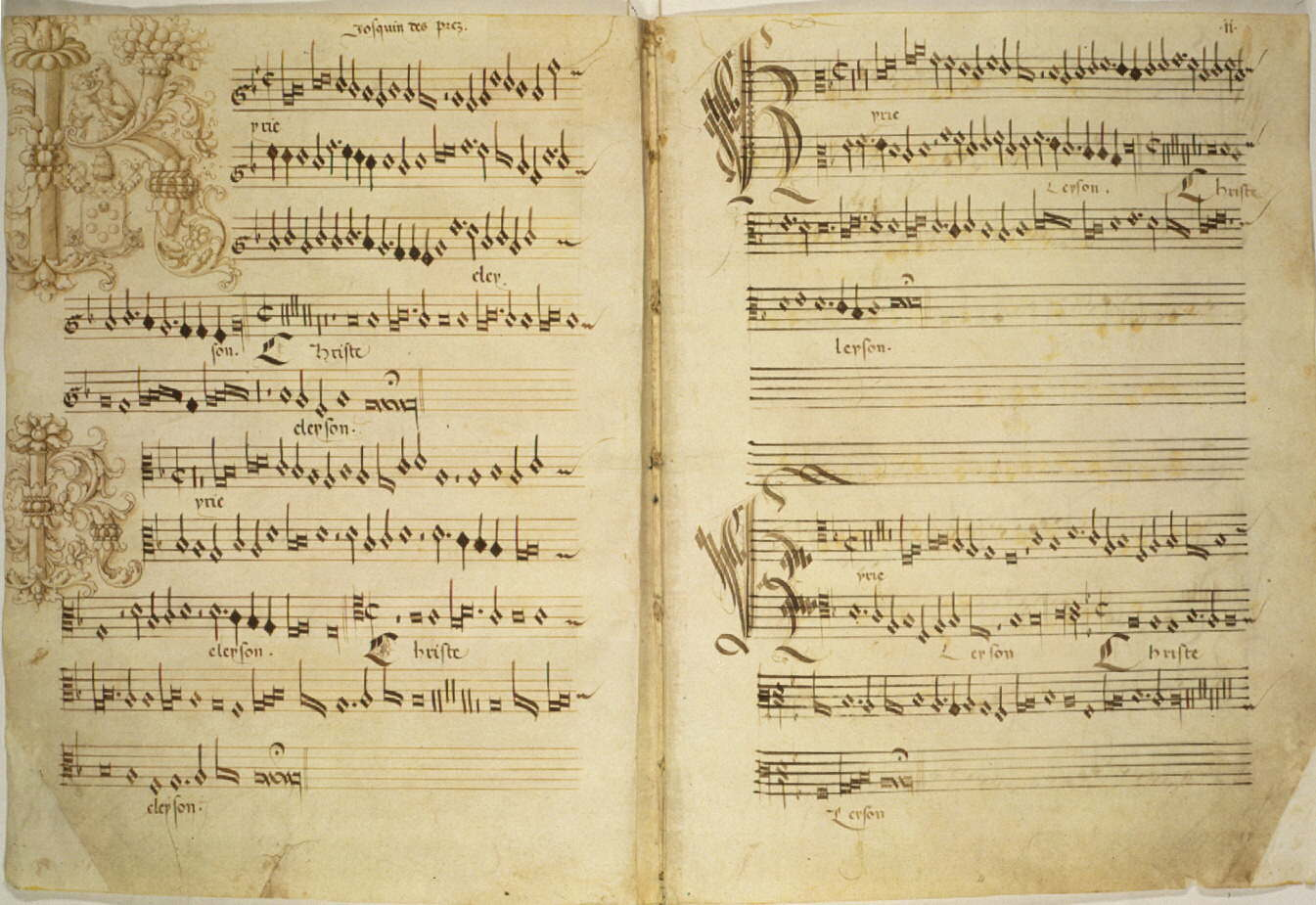
ذا كيري من مخطوطة يرجع تاريخها إلى أوائل القرن السادس عشر في ميسا دي بياتا فيرجين (مكتبة الإسكندرية، الفاتيكان، MS Cappella Sistina 45، الأوراق من 1 إلى 2 عامًا).).

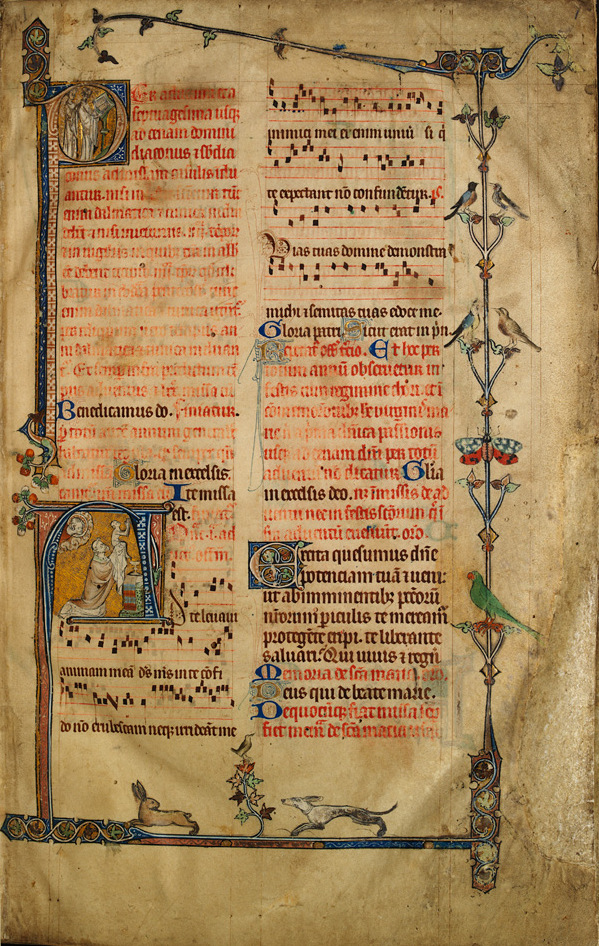
ألف الزخرفية القرن الرابع عشر من أصل الإنجليزية ، واو 1r. شيربروك ميسال

في الطقوس الرومانية للكنيسة الكاثوليكية، الكتب الطقوسية الرئيسية هي كتاب القداس الروماني، الذي يحتوي على نصوص القداس، والكتاب الروماني، الذي يحتوي على نص القداس من الساعات. مع إصلاح البابا بولس السادس عام 1969 للقداسة الرومانية، الذي يُطلق عليه الآن «الاستخدام العادي للطقوس الرومانية»، تم توسيع نطاق القراءات الكتابية بشكل كبير، مما يتطلب كتابًا منفصلاً، يُعرف باسم الكتاب المقدس. تحتوي الطقوس الرومانية على نصوص الأسرار الأخرى غير القداس، مثل المعمودية، سر الكفارة، ومسحة المرضى، وسر الزواج. النصوص للأسرار والاحتفالات التي يؤديها الأساقفة فقط، مثل التأكيد والأوامر المقدسة، ترد في البابوية الرومانية. بتفصيل أكبر من الكتب الليتورجية العادية الاحتفالات التي ينطوي عليها عندما يرأس الأسقف الاحتفال بالقداس، أو الاحتفال بقداس ساعات أو كلمة الله، ولا سيما جماهير مثل وغيرها من الأسرار المقدسة والأسرار المقدسة والزيارات الرعوية إلخ. تقدم الرومانية سردًا لجميع القديسين (وليس الشهداء فقط) الذين يتم الاحتفال بهم في الكنيسة يوميًا.

## المشيخة
دليل للعبادة العامة

## روابط خارجية
هذه المقالة تحوي نصا ذو ملكية عامة: هبرمان، تشارلز (المحرر). الموسوعة الكاثوليكية. شركة روبرت أبلتون. {{استشهاد بموسوعة}}: الوسيط |ref=harv غير صالح (مساعدة)، الوسيط |title= غير موجود أو فارغ (مساعدة)، والوسيط غير المعروف |ألسنة= تم تجاهله (مساعدة) الموسوعة الكاثوليكية . نيويورك: روبرت أبليتون. 